# Pantepec, Chiapas
Pantepec là một đô thị thuộc bang Chiapas, México. Năm 2005, dân số của đô thị này là 9785 người.